# نادي رويال تروون للغولف
نادي رويال تروون للغولف هو ملعب غولف من نوع لينكس يقع في تروون بمقاطعة ساوث أيرشير في إسكتلندا. أُسّس النادي عام 1878، وكان يتألف حينها من خمسة حفر فقط، في حين يضم اليوم 45 حفرة. يُعد الملعب القديم للنادي أحد الملاعب المُضيفة لبطولة البطولة المفتوحة، وهي إحدى البطولات الكبرى في بطولة بي جي أي والبطولة الأوروبية. استضاف النادي البطولة مؤخرًا عام 2024، وكانت المرة العاشرة التي يُقام فيها هذا الحدث هناك. كما استضاف بطولة السيدات المفتوحة البريطانية عام 2020.
في 1 يوليو 2016، صوّت أعضاء نادي رويال تروون بأغلبية ساحقة لصالح قبول النساء كأعضاء في النادي، مما جنّب النادي جدلًا محتملاً كان قد يؤدي إلى استبعاده من قائمة ملاعب البطولة المفتوحة.

## تاريخ

### التأسيس
تأسس النادي، الذي يضم الآن 45 حفرة، في عام 1878، وكان يحتوي في بدايته على خمس حفر فقط. يقع النادي بمحاذاة خور كلايد. في عام 1881، عُيّن جورج سترايث أول محترف غولف للنادي، وشارك إلى جانب ويلي فيرني، بطل البطولة المفتوحة لعام 1882، في تصميم الملعب الأصلي، حيث جرى توسيعه ليضم 18 حفرة بحلول عام 1888. وقد ساعدهما في هذه المرحلة التأسيسية تشارلي هانتر، مشرف المساحات الخضراء في نادي بريستويك المجاور.
عندما غادر سترايث عمله في النادي عام 1887، تولّى فيرني منصب المحترف الرئيسي واستمر فيه حتى وفاته عام 1924. وقد وضع تصميم ملعب الاحتياط للنادي، في الموقع الذي أصبح لاحقًا ملعب تروون الجديد، الذي صمّمه أليستر ماكنزي. وسرعان ما أُعيدت تسمية الملعب الجديد بعد افتتاحه تكريمًا لـ«دوق بورتلاند السادس»، أحد أبرز رعاة وممولي نادي تروون في مراحله المبكرة، وكان من كبار ملاك الأراضي في المنطقة.
تقع ممتلكات النادي بين خور كلايد غربًا، ومنتزه للمقطورات جنوبًا (ويقع نادي بريستويك للغولف جنوبًا قليلاً)، وخط السكك الحديدية والطريق الرئيسي شرقًا، وبلدة ترون شمالًا. ويقع مطار غلاسكو بريستويك إلى الجنوب الشرقي قليلاً من النادي، وتقترب الطائرات المنخفضة الارتفاع من القسم الجنوبي للنادي.

### البطولة المفتوحة
يُعد الملعب القديم للنادي أحد الملاعب المُضيفة للبطولة المفتوحة، وهي إحدى البطولات الأربع الكبرى في الغولف ضمن بطولة بي جي أي والبطولة الأوروبية. وقد استضاف النادي البطولة 11 مرة في الأعوام: 1923، 1950، 1962، 1973، 1982، 1989، 1997، 2004، 2016، 2020 (خُصصت للسيدات فقط، إذ لم تُنظم بطولة للرجال من قِبل آر أند أي في ذلك العام)، و2024.
قُبيل استضافة تروون للبطولة المفتوحة لأول مرة عام 1923، خضع الملعب القديم لإعادة تصميم شاملة من قبل جيمس برايد، الفائز بالبطولة خمس مرات، وأحد أبرز معماريي الملاعب في تلك الحقبة وعضو في قاعة مشاهير الغولف العالمية. وباستثناء إضافة منصات انطلاق خلفية جديدة في عدة حفر، وتغيير مواقع ستة حفر بالكامل، وتضييق الممرات بشكل كبير (مع تغيير تخطيط بعض الحفر)، فإن الملعب الحالي يشبه إلى حد كبير التصميم النهائي الذي وضعه برايد.
من بين أبطال البطولة المفتوحة الذين فازوا في تروون: جاستن ليونارد، مارك كالكافيكيا، توم واتسون، توم ويسكوف، أرنولد بالمر، بوبي لوك، وآرثر هافرز. وقد فاز الأميركيون بست بطولات متتالية أُقيمت في تروون من عام 1962 حتى عام 2004، قبل أن يكسر السويدي هنريك ستينسون هذه السلسلة بفوزه في 2016.
كما اعتُبر فوز اللاعبة الألمانية صوفيا بوبوف بلقب بطلة العام في الغولف في بطولة السيدات المفتوحة لعام 2020 (التي لم يُنظم خلالها أي منافسة للرجال) أحد أكبر المفاجآت في تاريخ بطولات الغولف الكبرى.

### اللقب الملكي
مُنح نادي تروون اللقب الملكي عام 1978، بمناسبة الذكرى المئوية لتأسيسه. ويتميز النادي ببيت نادي بُني عام 1886 من تصميم هنري إدوارد كليفورد، ويضم عددًا كبيرًا من القطع الأثرية المتعلقة بتاريخ الغولف. وقد شغل جيمس مونتغمري، والد لاعب الغولف الشهير كولين مونتغمري، منصب السكرتير خلال ثمانينيات القرن العشرين.
وقد استضاف الملعب القديم للنادي 11 نسخة من البطولة المفتوحة، منها عشر بطولات للرجال (أحدثها في 2024)، وواحدة للسيدات عام 2020 (دون تنظيم بطولة للرجال في ذلك العام).

### التاريخ الحديث
في 1 يوليو 2016، صوّت أعضاء نادي رويال تروون بأغلبية ساحقة لصالح قبول النساء كأعضاء في النادي، مما جنّب النادي جدلًا محتملاً كان قد يُلقي بظلاله على نسخة 2016 من البطولة المفتوحة ويُهدد بإقصاء النادي من قائمة الملاعب المستضيفة لها.